# Methanoregula formicica
Methanoregula formicica (лат.) — вид архей из семейства Methanoregulaceae. Изначально был известен как штамм SMSPT.

## Биологическое описание
Клетки неподвижны, прямые палочки с тупыми концами, 1,0—2,6 мкм длиной и 0,5 мкм шириной. Некоторые клетки достигали до 7 мкм в длину. У палочковидных клеток наблюдалось асимметричное клеточное деление. В некоторых культурах встречались кокки 0,5—1 мкм в диаметре.

## Условия обитания и метаболизм
Рост наблюдался при температуре между 10 °C и 40 °C (оптимум — 30—33 °C) и pH между 7,0 и 7,6 (оптимум — 7,4). Штамм поглощал формиаты и водород для образования метана и роста.

## Родственные связи
Сравнительный анализ последовательности генов 16s рРНК и McrA (кодирует α-субъединицы метил-коэнзим М редуктазы, ключевого фермента в метанообразовании) отнёс штамм к порядку Methanomicrobiales, а его ближайшим родственником оказался вид Methanoregula boonei (96,3 % совпадения последовательностей генов 16s рРНК и 85,4 % совпадения последовательностей аминокислот McrA), с которым они образуют род Methanoregula.

## Типовой штамм
Типовой штамм — SMSPT (=NBRC 105244T =DSM 22288T).